# Camille Claudel
Camille Claudel, nome artístico de Camille Athanaïse Cécile Cerveaux Prosper (Fère-en-Tardenois, 8 de dezembro de 1864 – Montdevergues, 19 de outubro de 1943) foi uma escultora e artista francesa. Faleceu na obscuridade, mas sua obra ganhou reconhecimento por sua originalidade décadas após a morte. Era irmã mais velha do poeta e diplomata Paul Claudel.

## Vida pessoal
Camille Claudel nasceu no norte da França, em Fère-en-Tardenois, filha mais velha de outras duas irmãs, Louise e Paul Claudel. A artista nasceu após o falecimento de seu irmão mais velho, que era ainda criança. Seu pai, Louis Prosper, trabalhava com transações bancárias e hipotecas, enquanto sua mãe, Louise-Athenaïse Cécile Cerveaux, vinda da província de Champagne, descendia de uma família de fazendeiros e padres católicos. A família se mudou para a região de Villeneuve-sur-Fère quando Camille era ainda um bebê. Seu irmão mais novo, Paul Claudel, nasceu em 1868. Mudaram-se novamente nos anos seguintes:Bar-le-Duc (1870), Nogent-sur-Seine (1876) e Wassy-sur-Blaise (1879), porém ainda passando os verões na residência de Villeneuve-sur-Fère, cuja paisagem marcou profundamente as crianças. A família se mudaria mais uma vez, em 1881, para Montparnasse, com seu pai ficando para trás para ganhar o sustento dos filhos.

## Período criativo

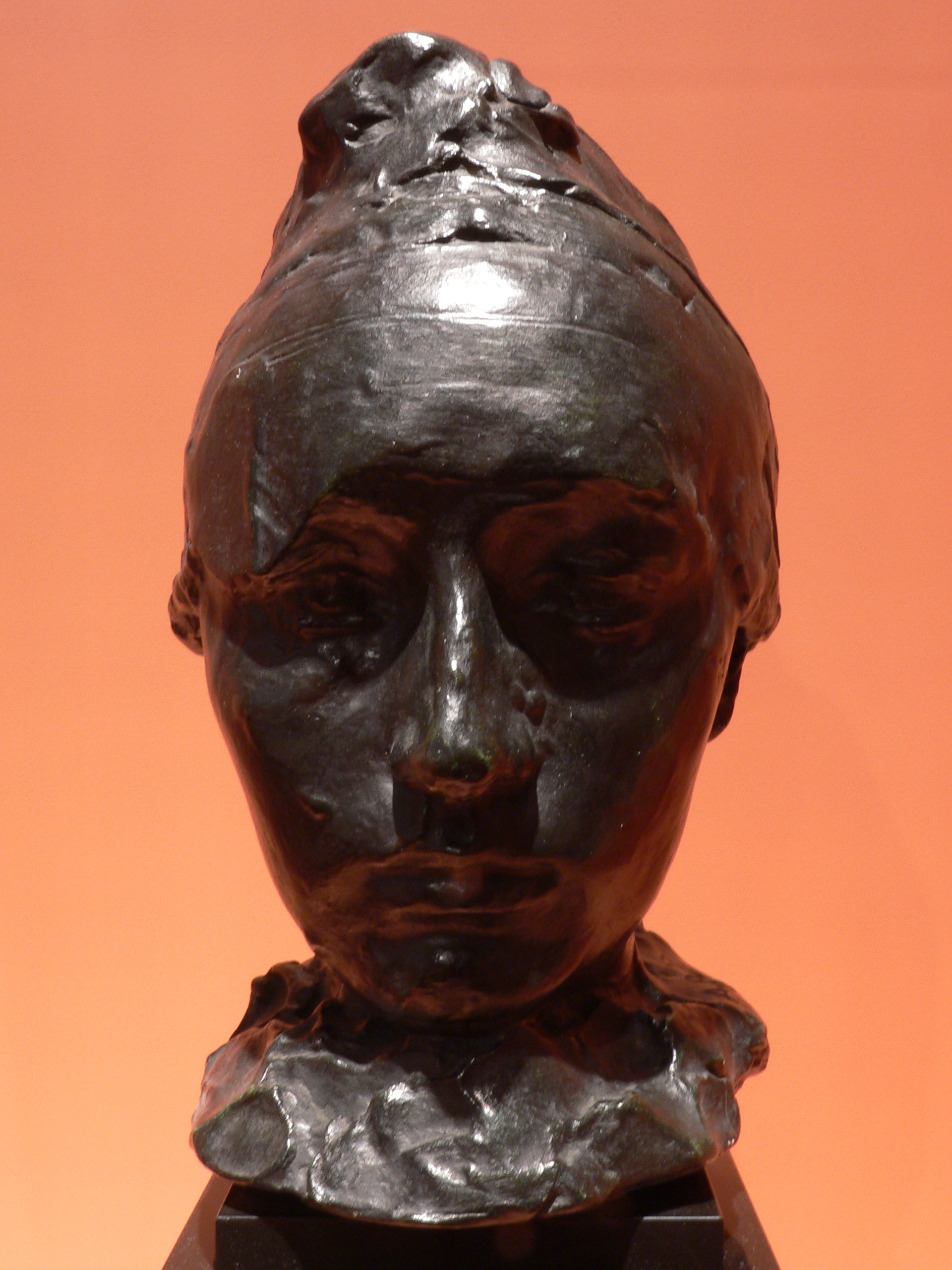
Auguste Rodin, Retrato de Camille Claudel com um boné, 1886

Fascinada por pedra e terra quando criança, já moça Camille estudou na Académie Colarossi, um dos poucos lugares abertos a estudantes mulheres com o escultor Alfred Boucher. Na época, a famosa École des Beaux-Arts barrava a matrícula de mulheres. Em 1882, Camille alugou um ateliê com outras mulheres, a maioria inglesa, incluindo Jessie Lipscomb. Alfred Boucher era seu mentor e lhe concedeu a inspiração e encorajamento que recaiu sobre toda uma geração de novos escultores. Camille esculpiria um busto dele em gratidão. Antes de mudar-se para Florença, depois de ter lecionado para Camille e as colegas por mais de três anos, Alfred perguntou a Auguste Rodin se ele não gostaria de assumir a instrução de suas alunas. Foi assim que o tumultuado e controverso relacionamento de Rodin com Camille começou, ela então com 19 anos. 

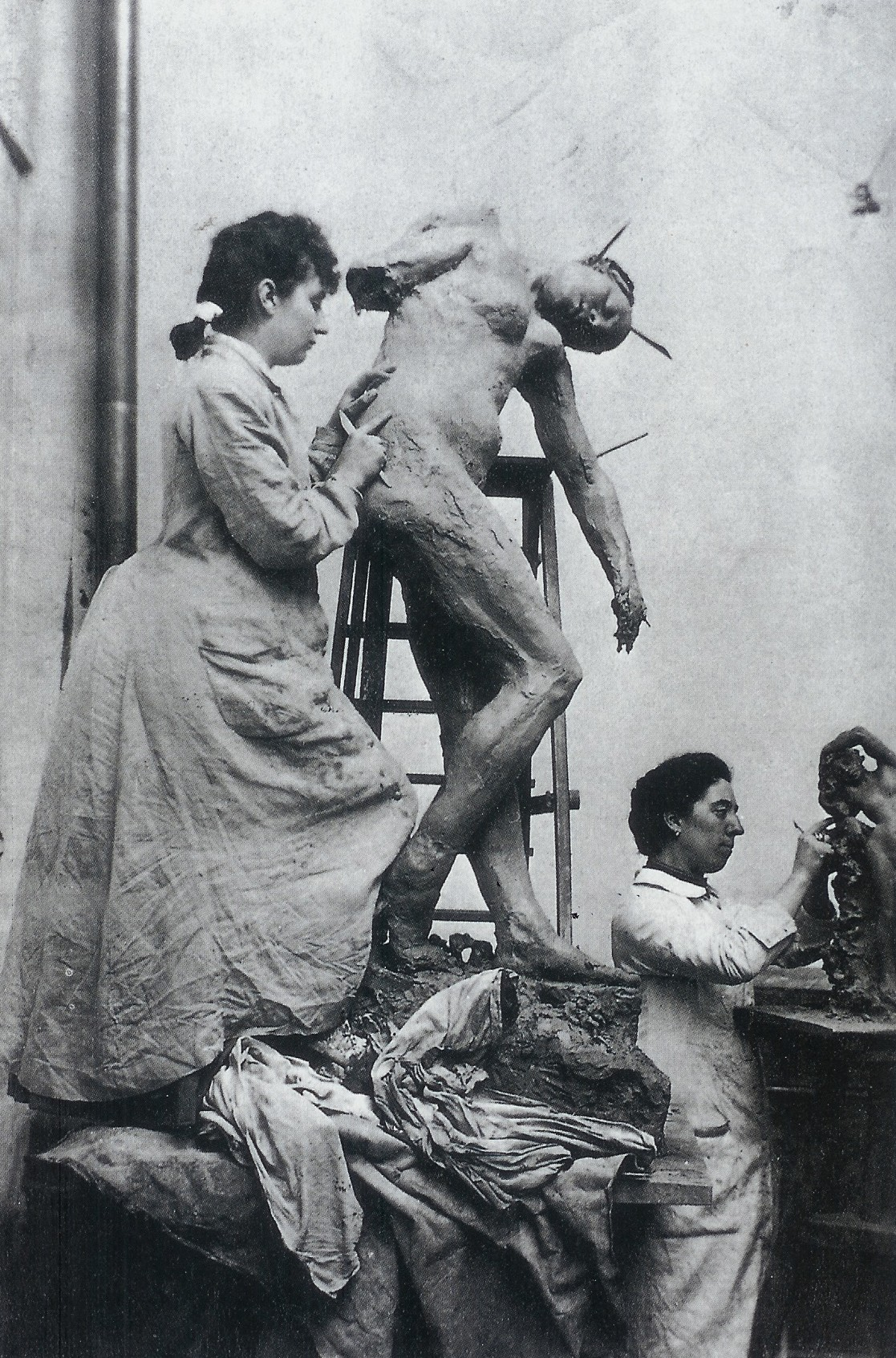
Camille Claudel em sua oficina (anterior a 1930)

### Influências
Na obra A Idade Madura (1900), Camille interpreta seu irmão como sendo uma poderosa alegoria para o seu rompimento com Rodin. Seu trabalho tinha assinaturas distintas como a plasticidade das obras, a representação de gênero e escalas diversas. Camille transcendia os padrões convencionais para esculturas em sua época e até nas décadas seguintes. Alguns classificavam seus trabalhos como sendo ainda mais viris que obras feitas por artistas homens e que sua escultura possuía a assinatura que apenas os gênios em suas áreas possuem, como Berthe Morisot. Enquanto Rodin tinha linhas mais suaves e delicadas, Camille sugeria vigorosos contrastes e linhas poderosas em suas obras, razão essa que pode ter levado ao rompimento artístico e a rivalidade que se seguiu.

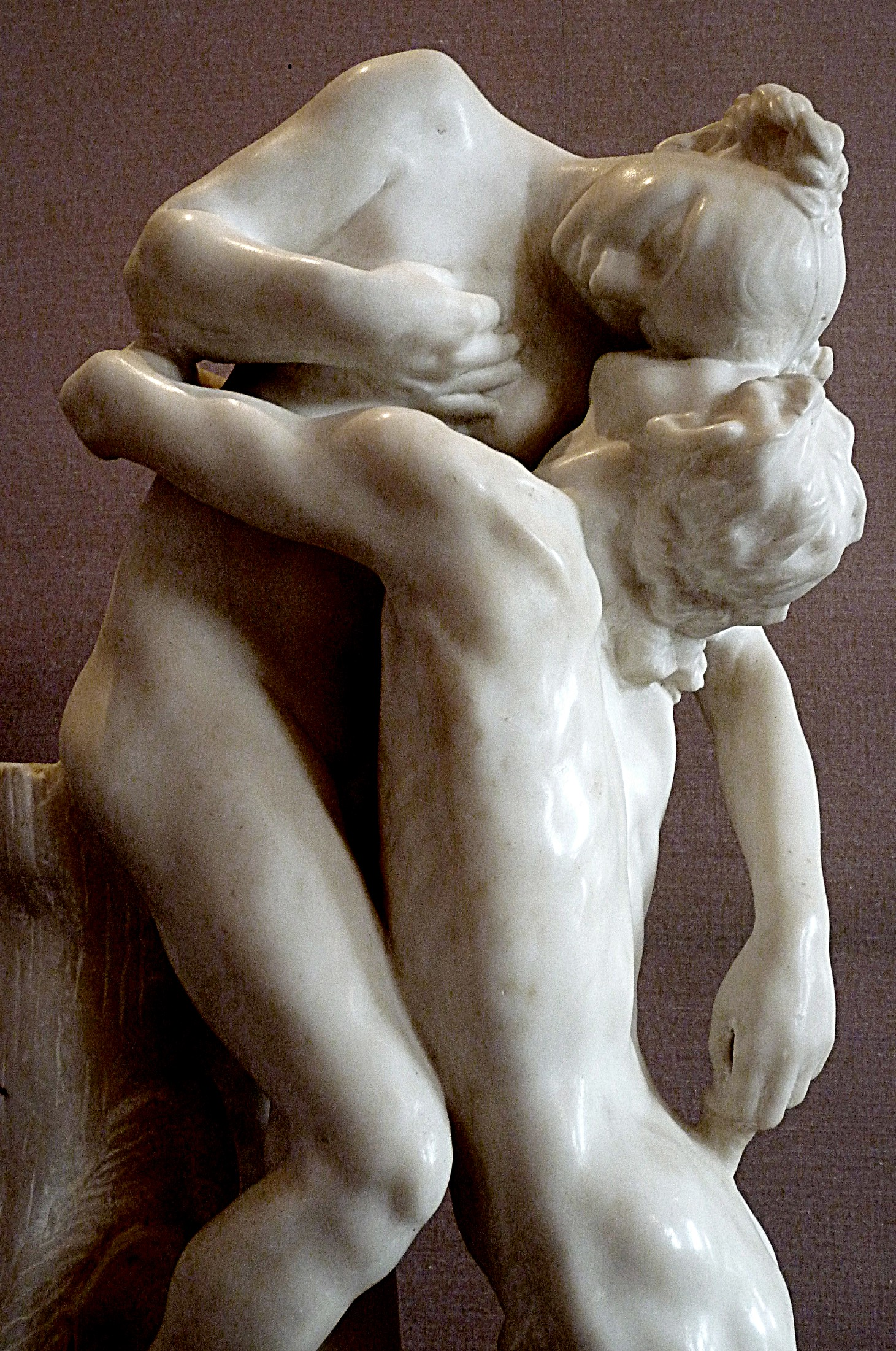
Camille Claudel, Sakountala, escultura em mármore, 1905, Museu Rodin, Paris.

Shakuntala é descrita como a expressão do desejo de Camille de alcançar o sagrado, fruto de sua longa busca pela identidade artística, livre dos mandos de Rodin. Camille teria percebido após algum tempo de envolvimento com o escultor que ele a explorava e que ela nunca seria obediente como Rodin queria, reconhecendo em seguida como a sociedade explorava as mulheres. A escultura Shakuntala seria uma expressão de sua solitária existência, de uma busca pessoal.
Devido ao machismo e preconceito pelo fato de ser mulher, Camille não conseguia financiar muitas de suas ideias e por vezes dependeu de Rodin para realizar algumas delas em colaboração ou deixando-o levar o crédito pela obra. Ela também era dependente financeiramente da família e depois da morte de seu amado pai, que tanto a auxiliou, sua mãe e seu irmão tomaram o controle das finanças, deixando-a na miséria, usando roupas esfarrapadas e vivendo de favores.

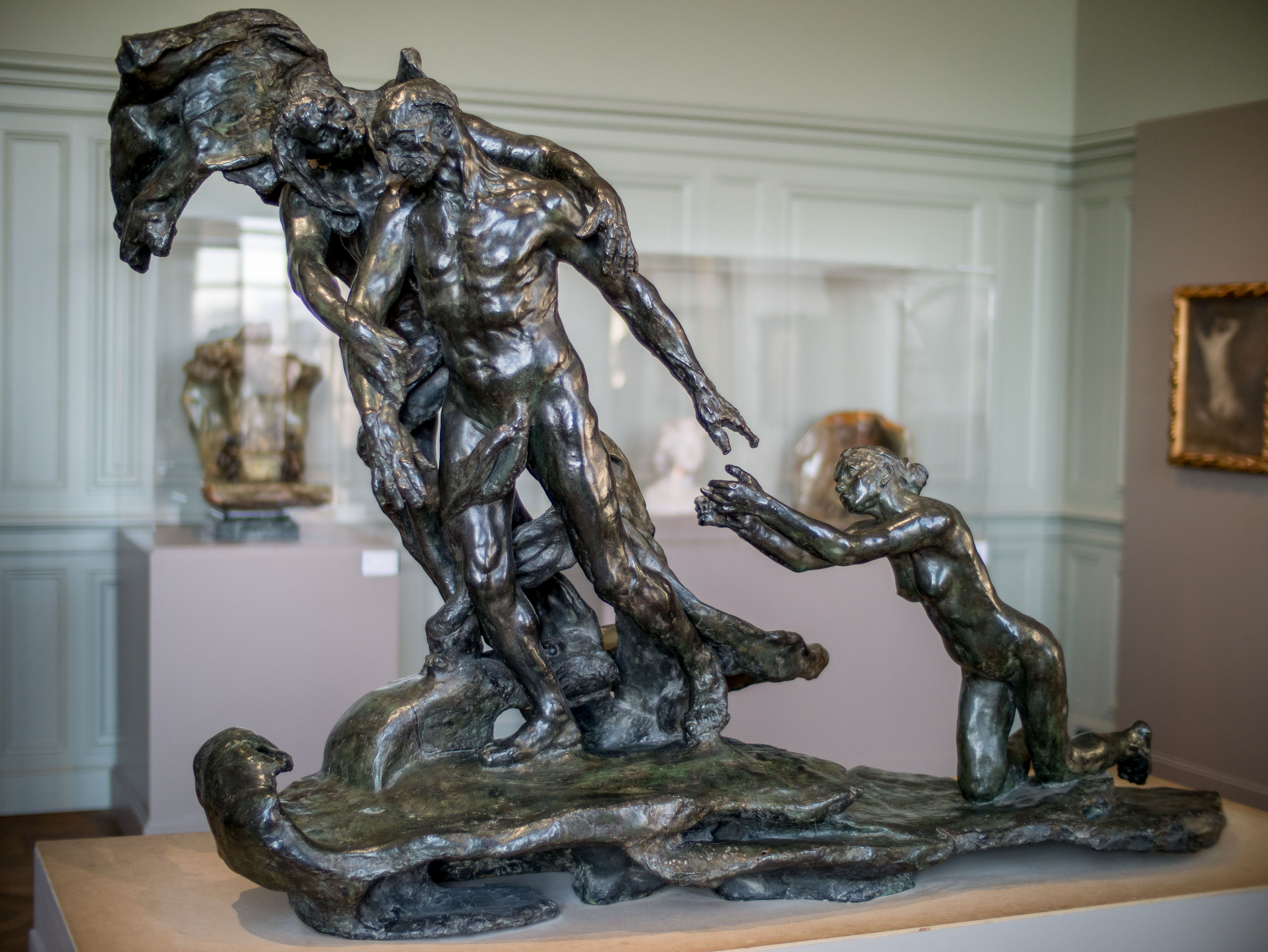
The Age of Maturity (entre 1898 e 1913)

Quando Rodin viu a escultura The Age of Maturity pela primeira vez em 1899, sua reação foi de choque e fúria. Imediatamente ele cessou seu suporte a Camille e pressionou o ministro de belas artes que cancelasse pagamentos para obras em bronze. Muitos criticaram a postura de Rodin de não dar a Camille o respeito o reconhecimento que ela merecia. Alguns historiadores argumentam que Rodin teria tentado ajudar Camille do jeito que pode após a separação, mas que o mundo da arte negligenciava o talento nato de Camille, o que a levou ao esgotamento e à destruição de seu ateliê. Esculpir era uma arte cara e Camille recebia poucas encomendas devido ao seu estilo pouco comum para o gosto da época, o que a endividou.
Camille era odiada pela família. Seu irmão e sua mãe conspiraram para mantê-la sem dinheiro e depois para mantê-la no hospital psiquiátrico, onde viveu por 30 anos até sua morte. Teorias sugerem que seu irmão invejava o sucesso e o talento da irmã, tendo afirmado que ele era o único gênio da família. Sua irmã mais nova, Louise, desejava o acervo da irmã e comemorou o declínio de Camille. É de concordância entre os críticos de arte que Camille era um gênio incompreendido, com uma arte suprema e infinitamente bela, forte e brilhante, que porém nunca recebeu o devido reconhecimento em vida.

### Talento ofuscado pelo machismo estrutural
Apesar de ter destruído parte de seu acervo, cerca de 90 estátuas de Camille sobreviveram.
A força e a grandiosidade de seu talento estavam na verdade em um lugar muito incômodo: entre a figura legendária de Rodin e a de seu irmão que se tornou um dos maiores expoentes da literatura de sua geração. E não é difícil ler que as questões de gênero permeiam esse lugar menor dedicado a Camille.

Seu gênio sufocado por dois gigantes, sua vida sufocada por um abandono, suas forças e sua lucidez esgotadas por uma relação umbilical com seu mestre e amante. Uma relação da qual não conseguiu desvencilhar-se, consumindo sua vitalidade na vã tentativa de desembaraçar-se desse destino perverso. Camille Claudel, sua forte personalidade, sua intransigência, seu gênio criativo que ultrapassou a compreensão de sua época, como afirma o personagem de Eugène Blot no filme, permanecerá ainda e sempre um Sumo Mistério. Ela tinha uma inteligência e um talento fora do comum e poucas pessoas da época entendiam seu grande dom para ser uma verdadeira artista.

## Aspectos pessoais de relacionamentos afetivos mais conhecidos

### Envolvimento com Rodin
Por volta de 1884, Camille começa seus estudos na oficina de Rodin. Ela se torna sua inspiração, sua modelo, confidente e amante. Camille nunca morou junto de Rodin, que relutava em terminar seu relacionamento com Rose Beuret. O conhecimento de seu caso com o escultor desagradou a família, em especial sua mãe, que a rejeitava por não ter nascido menino (e tendo nascido após a morte de primeiro bebê) e nunca concordou com seu envolvimento com as artes. Como resultado, Camille deixou a residência da família e após sofrer um aborto em 1892, terminou o relacionamento íntimo que tinha com Rodin, apesar de continuar a vê-lo com frequência até 1898.
De 1903 em diante, Camille começa a exibir seus trabalhos no Salão de Paris, ou no Salon d'Automne. É muito comum que as pessoas associem a reputação de Camille devido à sua associação com Rodin. Camille é considerada pelos críticos de arte e escritores como um gênio da escultura, uma revolta contra os padrões estabelecidos para as mulheres. Seus trabalhos iniciais podem demonstrar influência de Rodin, mas mostram seu conhecido lirismo e farta imaginação, em especial na famosa Bronze Waltz (1893).

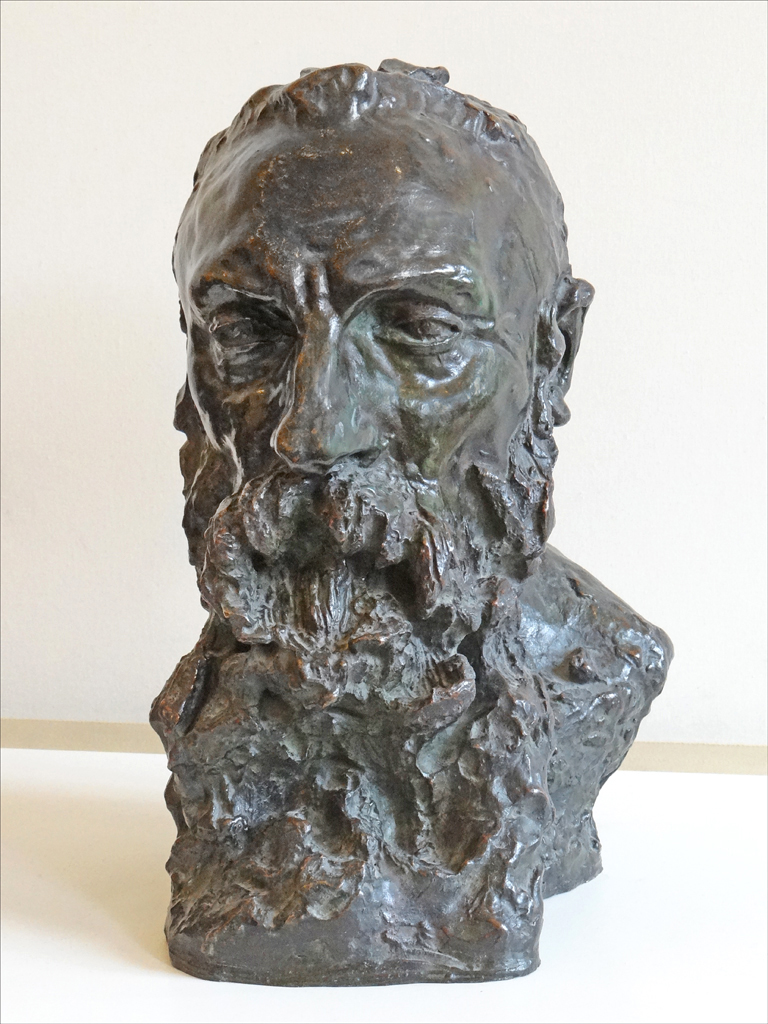
Auguste Rodin, sculpture by Camille Claudel (1892)

### Envolvimento com Claude Debussy
Menos conhecido do que seu tumultuado relacionamento com Rodin, Camille teria se envolvido com Claude Debussy, que a teria procurado, mas permanece incerto se eles se tornaram amantes. Ambos admiravam Degas e Hokusai, como também temas relativos à morte e à infância. Debussy a admirava e a considerava uma grande artista, tendo mantido uma cópia da escultura The Waltz em seu estúdio até sua morte. Por volta dos 30 anos, Camille deixou de se envolver romântica e sexualmente.

## Doença
Após 1905, Camille pareceu desenvolver algum transtorno mental. Ela destruiu muitas de suas obras, desaparecia por longos períodos de tempo e exibia sinais de paranoia, tendo sido diagnosticada com esquizofrenia. Ela acusava Rodin de roubar suas ideias e de armar um complô para assassiná-la. Após o casamento de seu irmão em 1906 e seu retorno para a China, Camille viveu reclusa dentro de seu estúdio.

## Confinamento
Seu pai aprovava seu estilo de vida e sua escolha profissional e a manteve financeiramente até sua morte em 2 de março de 1913, fato que não foi informado a Camille. Dias depois, em 10 de março, seu irmão Paul Claudel internou-a abusivamente no hospital psiquiátrico de Ville-Évrard, em Neuilly-sur-Marne. No formulário diz que o internamento foi "voluntário", mas foi assinado apenas pelo irmão de Camille e pelo médico responsável. Há registros que mostram que, embora ela tenha tido surtos, estava completamente lúcida enquanto trabalhava na sua arte. Os médicos tentaram convencer a família de que Camille não precisava de ser internada, mas mesmo assim eles a mantiveram lá.
Em 1914, os pacientes foram transferidos para Enghien, para se protegerem do avanço de tropas alemãs. Em 7 de setembro de 1914, Camille foi transferida, junto de várias mulheres, para o Asilo de Montdevergues, em Montfavet, a seis quilômetros de Avignon. O certificado de admissão foi assinado em 22 de setembro de 1914, reportando que ela sofria de "delírios sistemáticos e persistentes de perseguição, baseados em falsas interpretações e imaginação". A mídia, por um tempo, acusou a família de encarcerar um gênio da escultura. Sua mãe proibiu Camille de receber cartas de qualquer pessoa, a não ser do irmão. O hospital propôs novamente que Camille não tinha por que ser mantida encarcerada, mas a família se recusava a lhe dar a dispensa. Em 1º de junho de 1920, o médico Dr. Brunet mandou uma carta à mãe de Camille para que tentasse reintegrar a filha ao convívio familiar, mas nunca recebeu resposta.

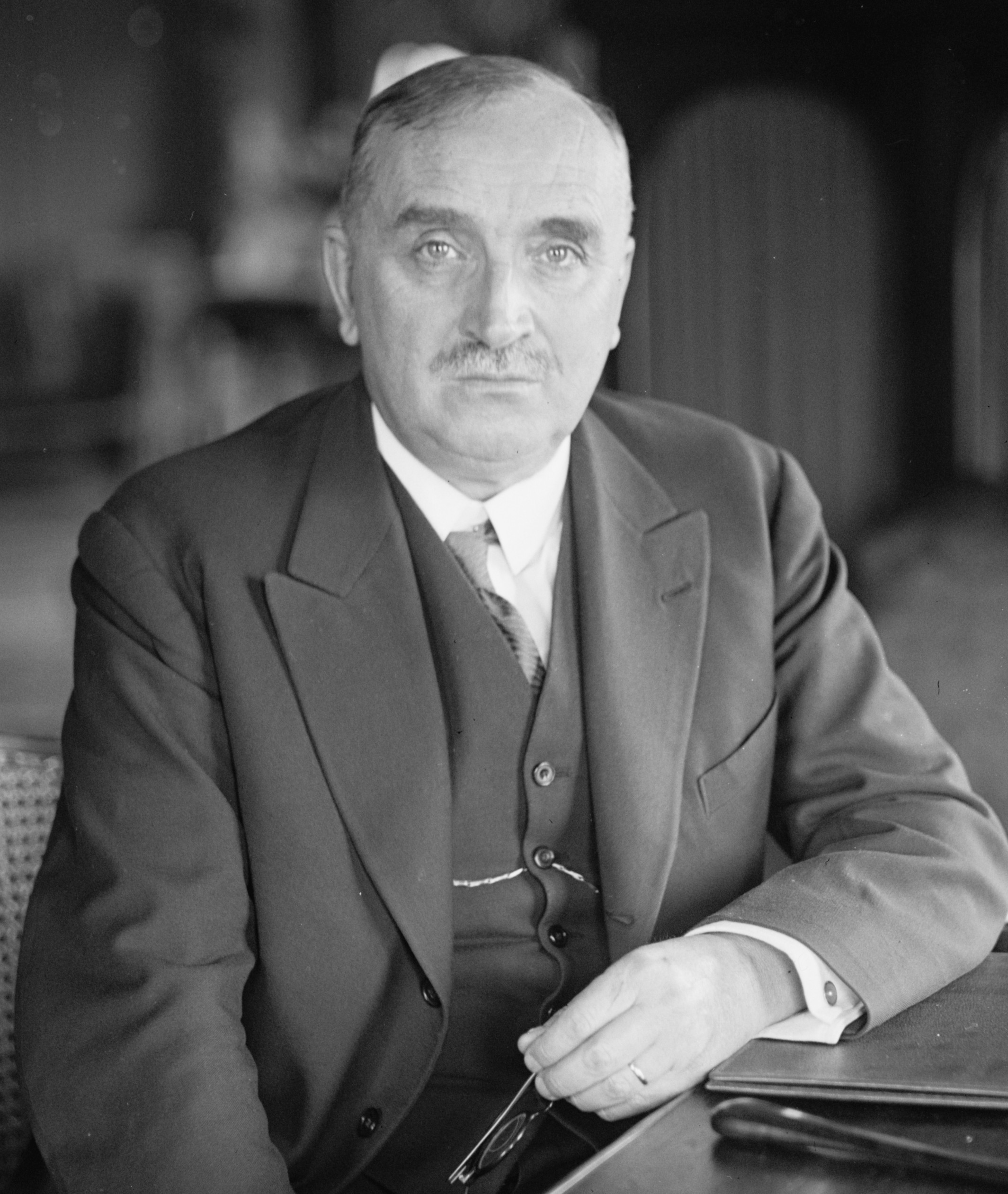
Paul Claudel em 1927

Seu irmão Paul Claudel a visitou apenas setes vezes em 30 anos: 1913, 1920, 1925, 1927, 1933, 1936, 1943. Sempre se referia às visitas como tensas. Sua irmã Louise a visitou apenas uma vez, em 1929. Sua mãe, porém, nunca a visitou. Em 1929, sua amiga Jessie Lipscomb a visitou e insistiu que Camille não era insana nem louca, nem precisava de internamento. Mathias Morhardt, amigo de Rodin, insistia que Paul queria calar o talento da irmã. Palavras de Morhardt:
| “ | Paul Claudel é um simplório. Quem tem uma irmã que é um gênio não a abandona. Mas ele sempre se considerou a si mesmo o gênio da família. | ” |

## Morte

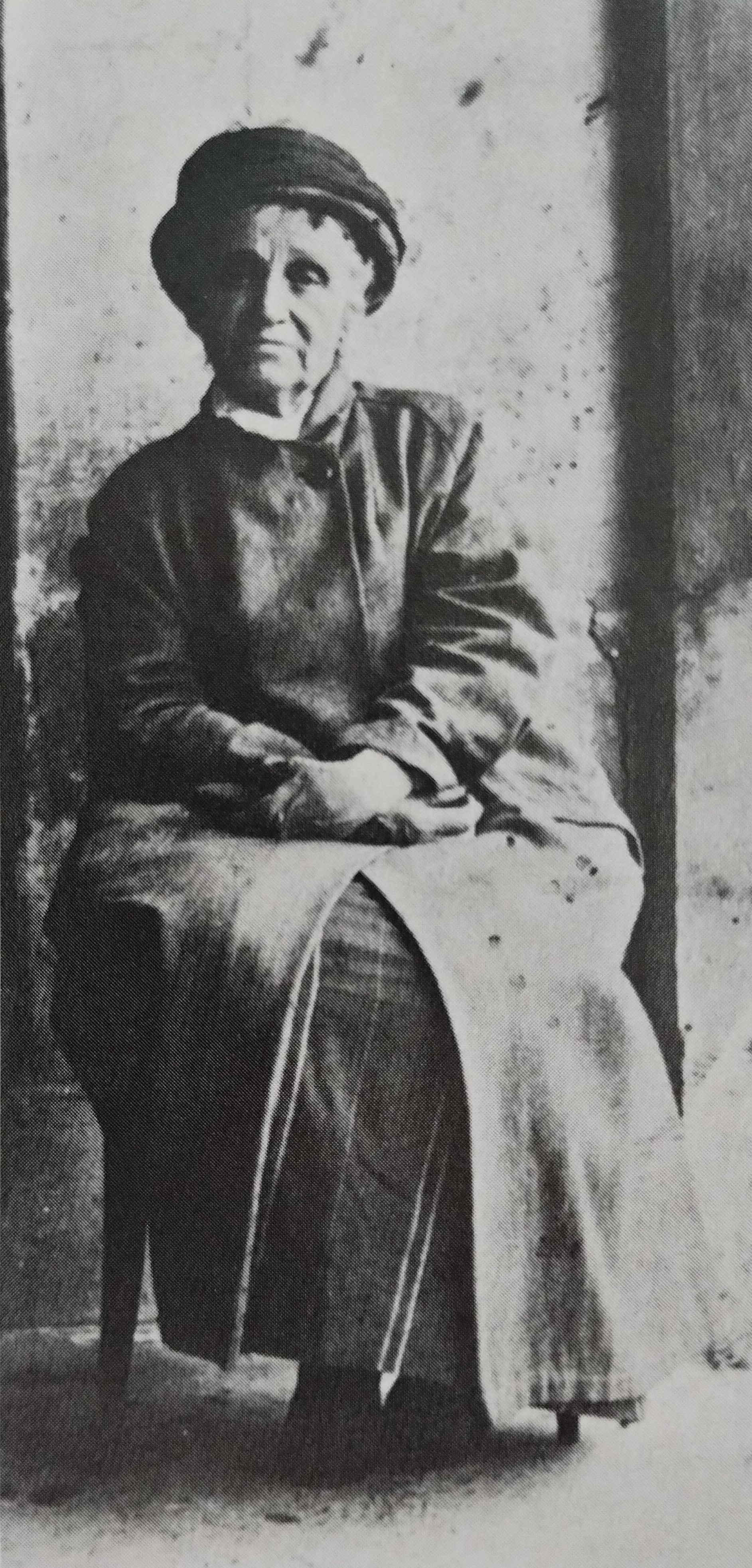
Camille Claudel já idosa

Camille Claudel faleceu em 19 de outubro de 1943, após viver 30 anos no hospício de Montfavet (hoje conhecido como Asilo de Montdevergues, um moderno centro hospitalar e psiquiátrico). Em setembro de 1943, Paul foi informado sobre a doença terminal de sua irmã, tendo dificuldades de atravessar a França ocupada, durante a Segunda Guerra Mundial, mas não estava presente nem na sua morte nem em seu funeral. Sua mãe faleceu em 20 de junho de 1929 e sua irmã também não foi a Montfavet. O corpo de Camille foi enterrado no cemitério da instituição em uma vala comum.
Segundo o livro Camille Claudel, A Life:

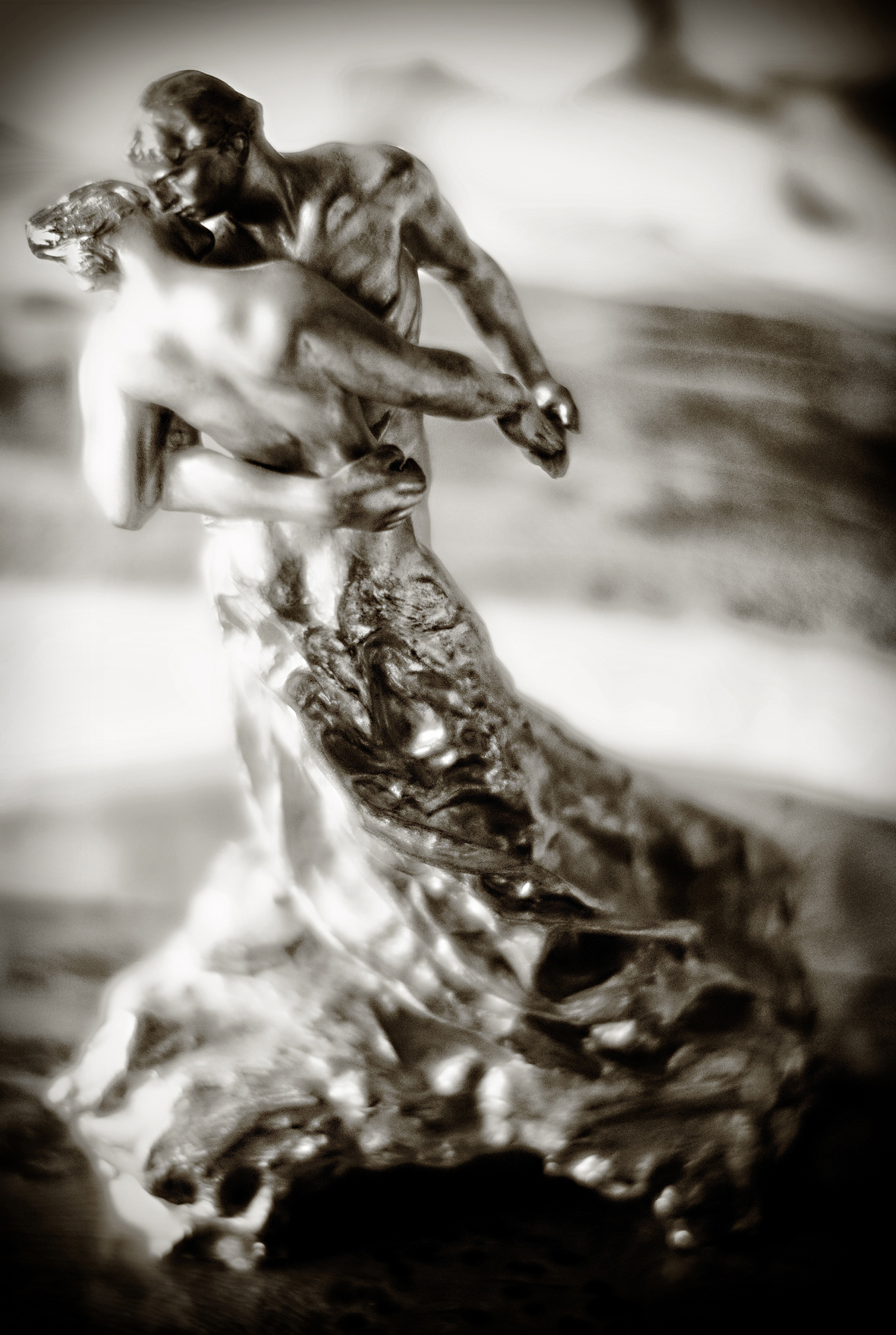
Camille Claudel, La Valse, escultura (bronze), 1905, Musée Rodin, Paris.

| “ | Dez anos após sua morte, os ossos de Camille foram transferidos para uma vala comum, onde foi misturado com os ossos de pessoas mais pobres. Presa ao solo de onde ela tentou fugir por tanto tempo, Camille nunca mais retornou à sua amada Villeneuve. A negligência de Paul com o túmulo de sua irmã é imperdoável... Enquanto Paul decidiu não se sobrecarregar com os preparativos para o túmulo da irmã, ele fez grandes planos para seu local final de descanso, dando um local exato - em Brangues, sob uma árvore, ao lado de seu neto, e citando cada palavra que estaria na lápide. Hoje, seus fãs prestam homenagens à sua memória em seu túmulo nobre; mas de Camille não há traço sequer. Em Villeneuve, uma placa simples lembra aos visitantes curiosos que Camille Claudel ali viveu, mas seus restos ainda estão no exílio, em algum lugar, alguns passos de distância do lugar que a sequestrou trinta anos antes. | ” |

## Cultura Popular
Camille Claudel serviu de inspiração para o personagem Kamille Bidan protagonista do anime de ficção-científica Mobile Suite ZGundam. Várias biografias suas foram escritas ao longo dos anos.

### Filmes
O filme Camille Claudel (França, 1988 - California Filmes) relata a vida da escultora. Conta com a direção de Bruno Nuytten e a participação de Isabelle Adjani como Camille e Gérard Depardieu como Rodin.
Em Camille Claudel, 1915 (2013), dirigido por Bruno Dumont, Juliette Binoche interpreta Camille em 1915, já internada.

### Teatro
A peça de teatro Camille, a Maldita (Argentina, 2022) escrita por Hugo Barcia e estrelada por Zuleika Esnal retrata aspectos da vida a artista em um monólogo com uma perspectiva crítica, já que coloca em questionamento as relações entre o machismo e os estigmas sociais aos quais a artista foi submetida, o que impactou diretamente ao local destinado à produção da artista no mundo da escultura. 